# 三ノ分目大塚山古墳
三ノ分目大塚山古墳または三之分目大塚山古墳（さんのわけめおおつかやまこふん）は、千葉県香取市三ノ分目にある古墳。形状は前方後円墳。豊浦古墳群を構成する古墳の1つ。香取市指定史跡に指定されている。

## 概要
千葉県北東部、利根川（旧鬼怒川）下流域南岸の自然堤防上に築造された大型前方後円墳である。一ノ分目・三ノ分目・富田地区には古墳10基以上から成る豊浦古墳群が分布し、そのうちで最大規模になる。現在では墳頂は共同墓地として利用されているほか、1984年（昭和59年）に測量調査、1986年（昭和61年）に確認調査が実施されている。
墳形は前方後円形で、前方部を南東方向に向ける。墳丘は3段築成。墳丘長は123メートルを測り、利根川下流域では最大規模、千葉県内でも屈指の規模になる。墳丘外表の墳頂・各段テラスでは円筒埴輪列（朝顔形埴輪含む）が認められる。また墳丘周囲には盾形の周濠が巡らされる。埋葬施設は明らかでないが、後円部墳頂には石棺材と見られる結晶片岩の板石3枚が遺存しており、これらを長辺側石2枚・底石1枚とした長持形石棺とする説が挙げられる。副葬品は詳らかでない。
築造時期は古墳時代中期の5世紀中葉頃と推定される。関東地方では有数の規模の中期古墳であるとともに、畿内大王墓級の石棺である長持形石棺の関東地方での採用は太田天神山古墳（群馬県太田市）・お富士山古墳（群馬県伊勢崎市）・高柳銚子塚古墳（千葉県木更津市）などの最有力首長墓に限定的であり、畿内ヤマト王権と関係を持ちながら利根川下流域の水上交通を掌握した広域首長の存在を示唆する点で重要視される古墳になる。
古墳域は2014年（平成26年）に香取市指定史跡に指定されている。

## 遺跡歴
- 1984年（昭和59年）、測量調査（旧小見川町教育委員会、1985年に報告書刊行）[2]。
- 1986年（昭和61年）、確認調査（旧小見川町教育委員会、1987年に報告書刊行）[2]。
- 2014年（平成26年）6月2日、香取市指定史跡に指定[1]。

## 墳丘
墳丘の規模は次の通り。
- 墳丘長：123メートル
- 後円部 - 3段築成。
  - 直径：68メートル
  - 高さ：9.5メートル
- 前方部 - 3段築成。
  - 幅：62メートル
  - 高さ：7.5メートル

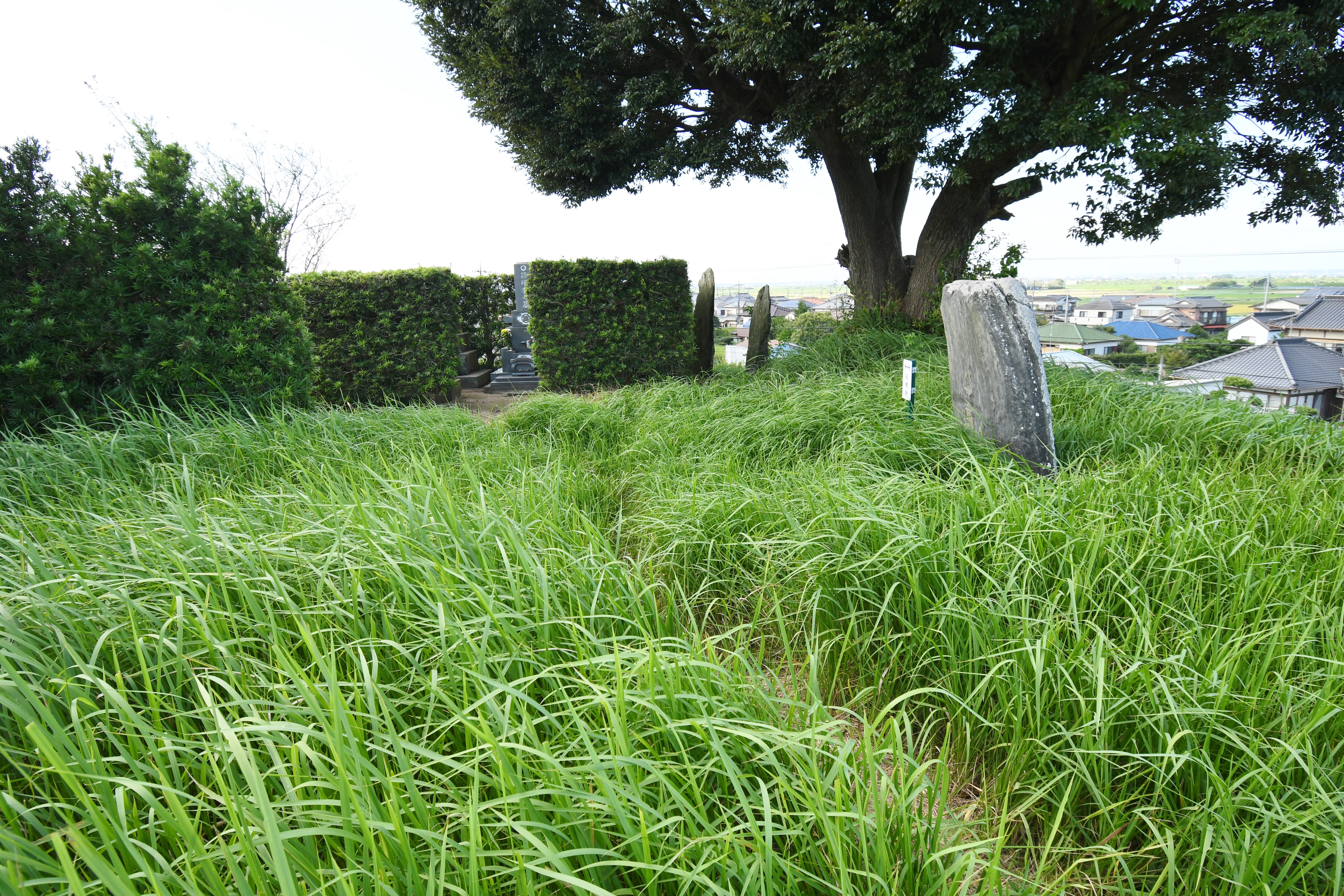
後円部墳頂右側に推定石棺材が遺存する。左側は共同墓地。

後円部墳頂には板石3枚が遺存する。これらは長持形石棺の長辺側石2枚・底石1枚にあたると推測されており、底石には側壁・小口と組み合わせるための溝が認められる。

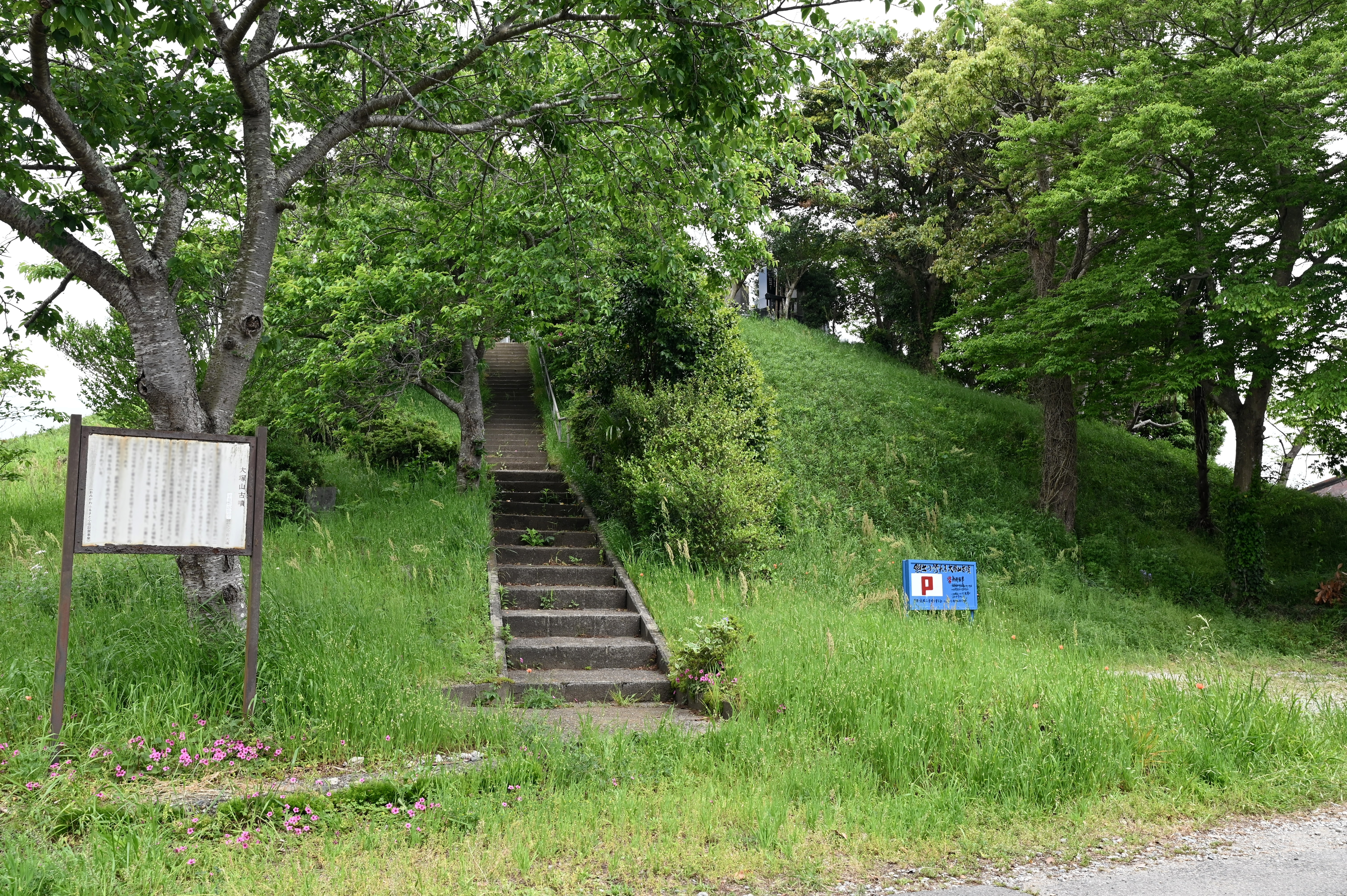
墳丘登り口
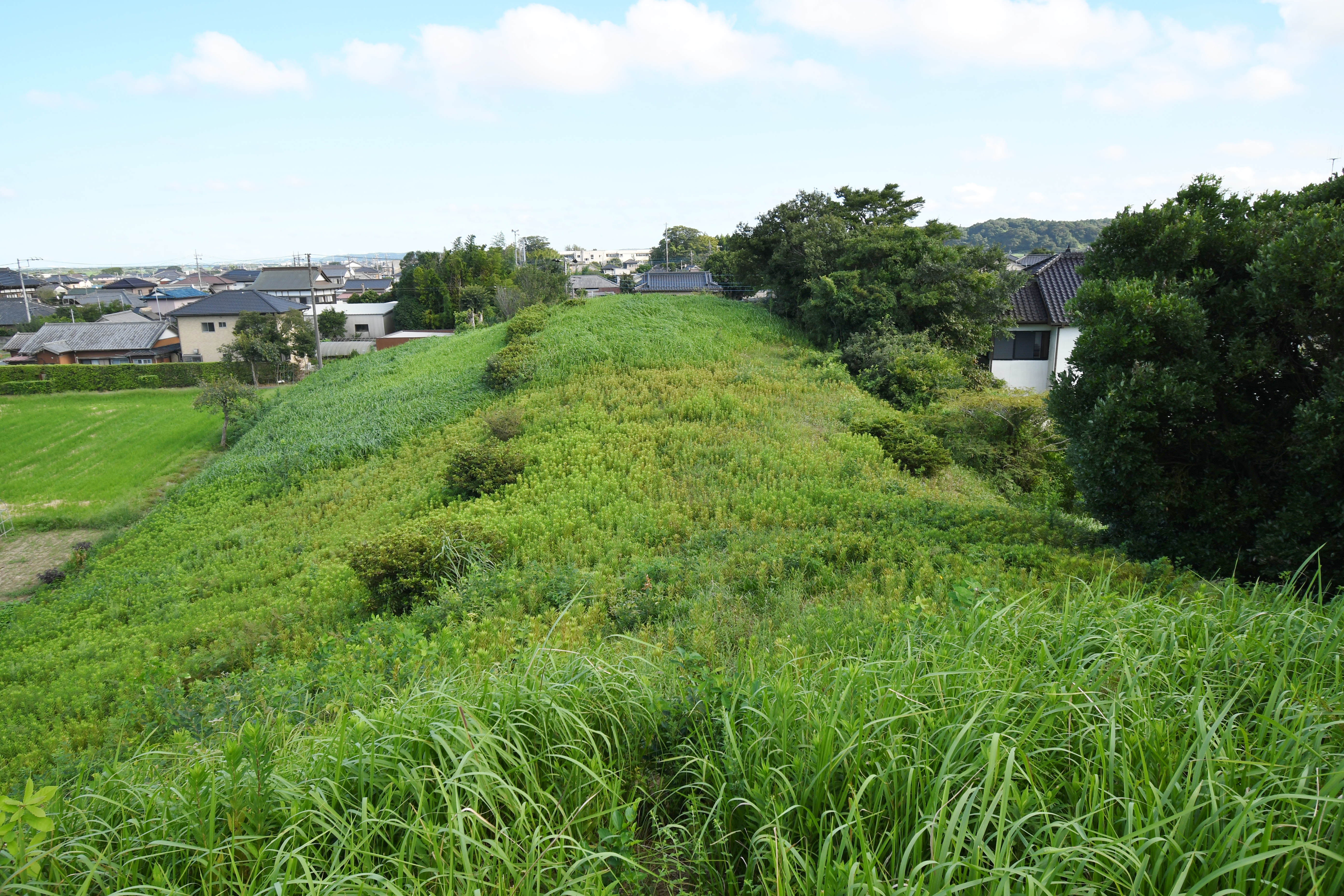
後円部から前方部を望む
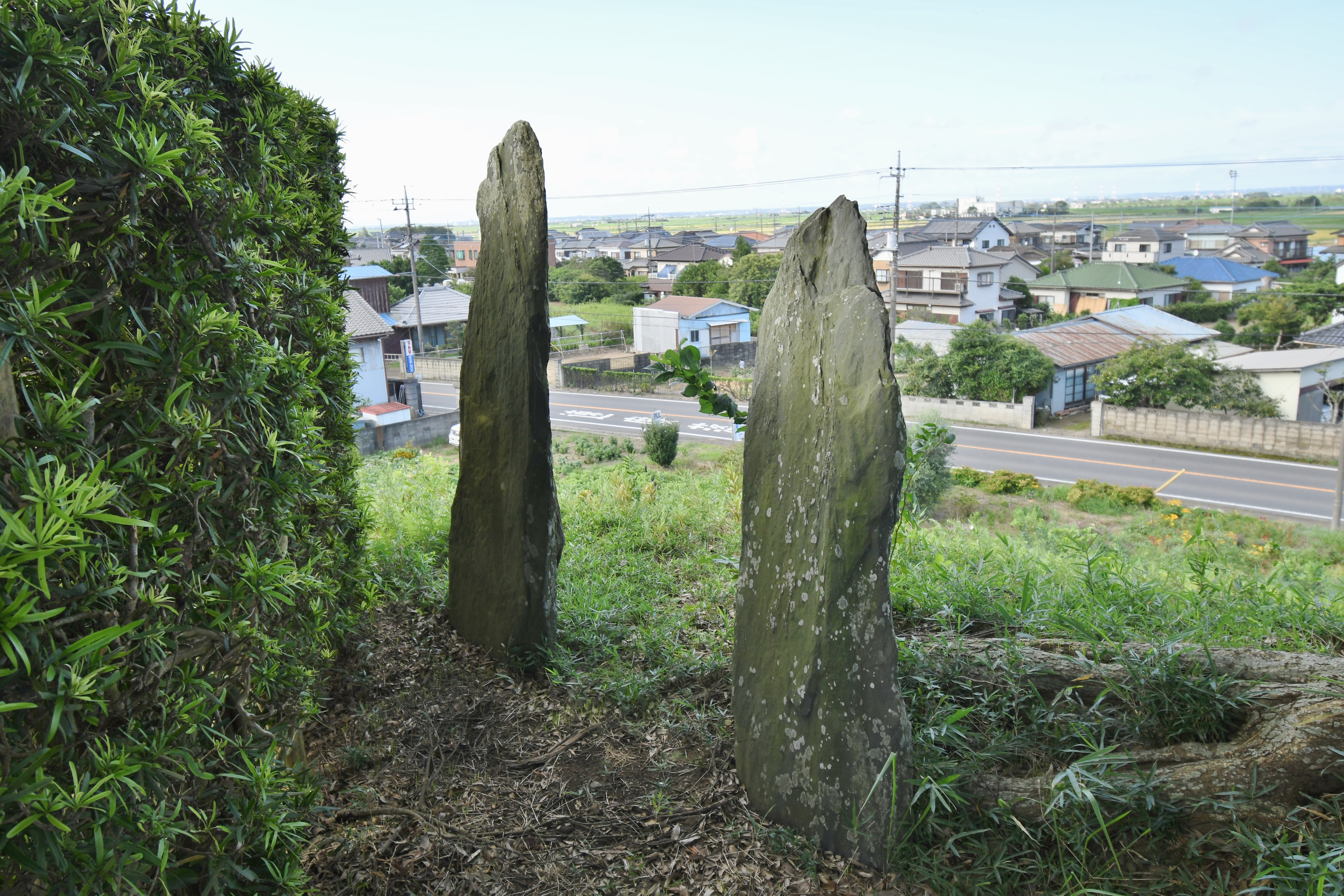
推定石棺材（長辺側石2枚）
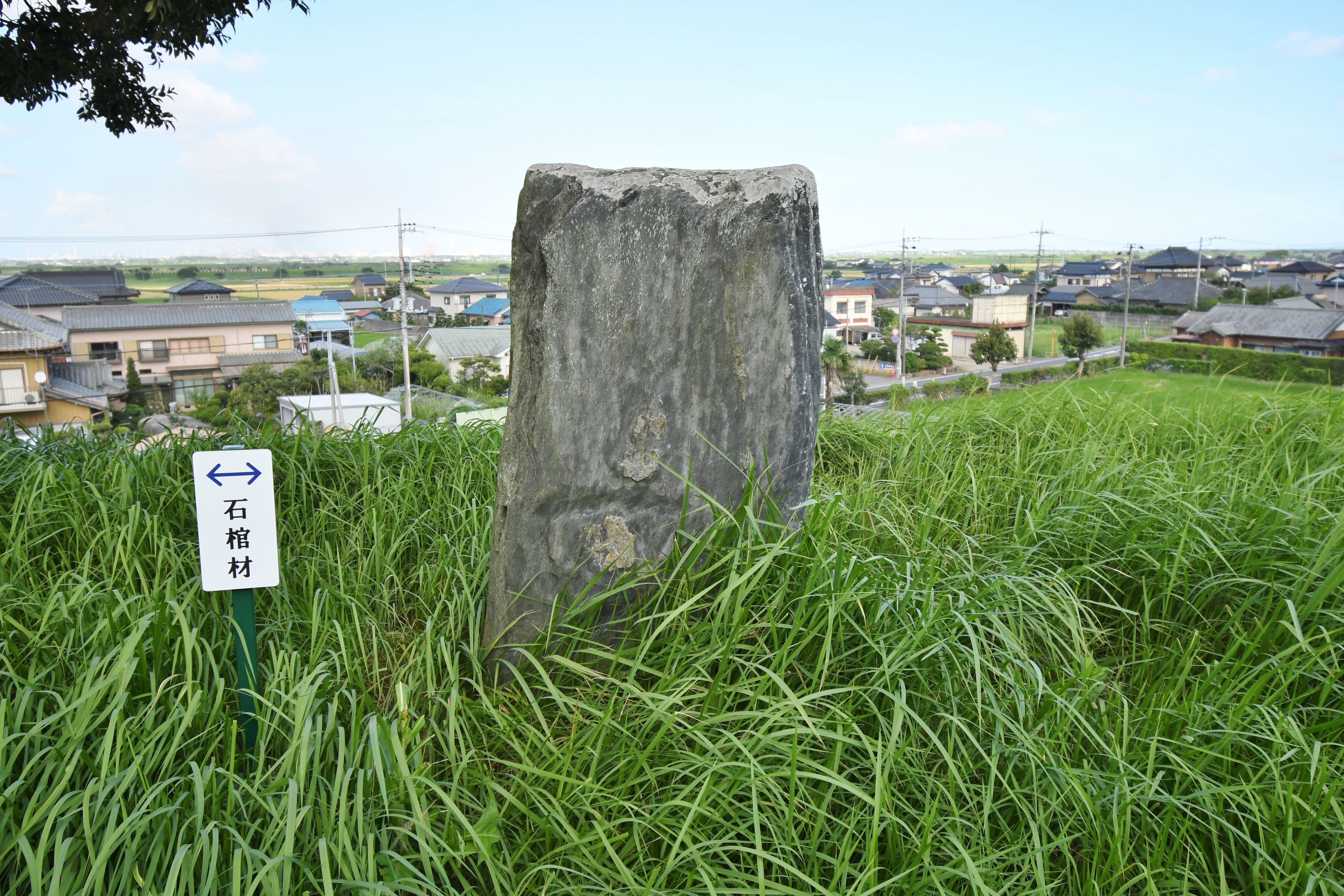
推定石棺材（底石）
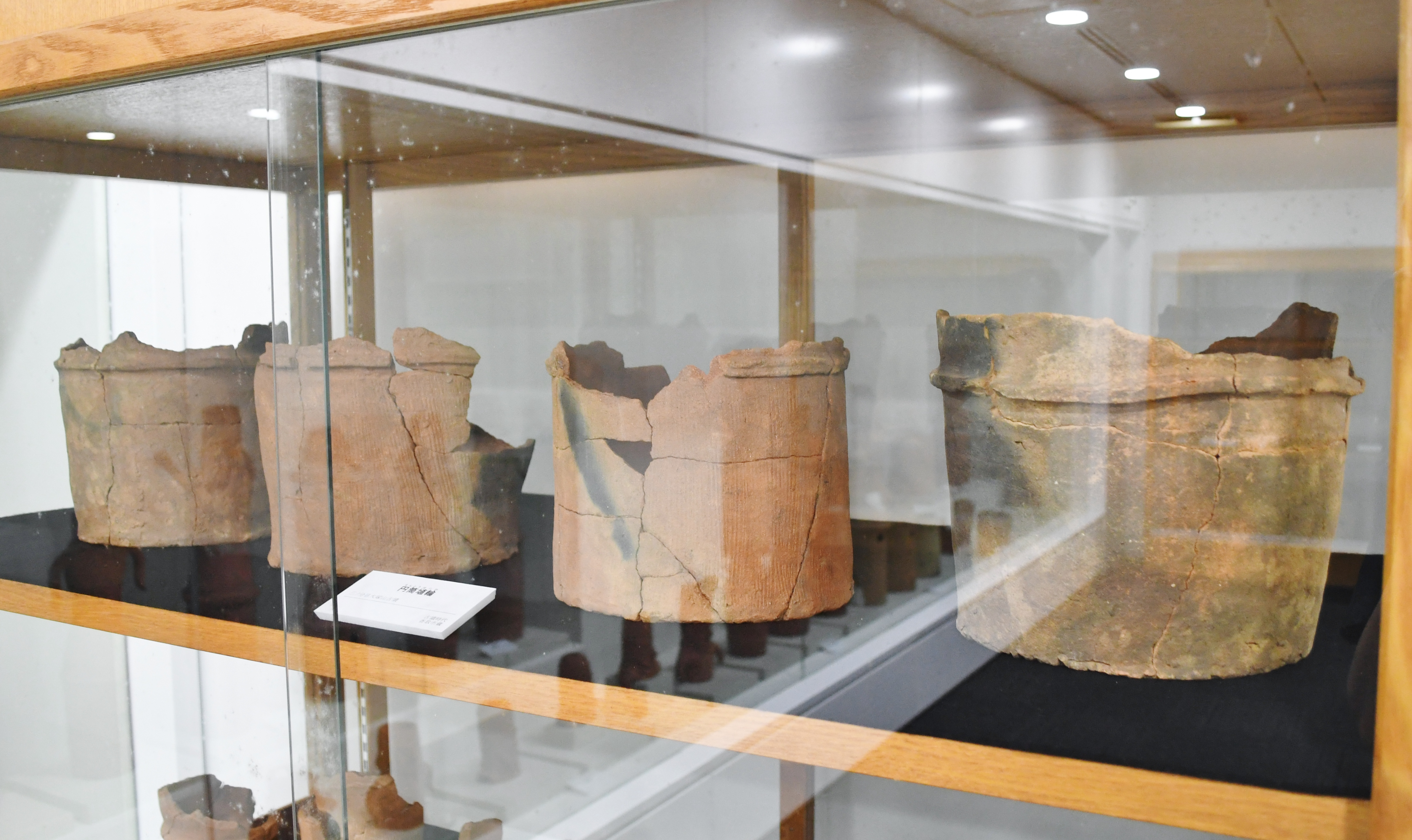
円筒埴輪 香取市文化財保存館展示。

## 文化財

### 香取市指定文化財
- 史跡
  - 三ノ分目大塚山古墳 - 2014年（平成26年）6月2日指定[1]。

## 関連施設
- 香取市文化財保存館（香取市羽根川、小見川市民センターいぶき館内） - 三ノ分目大塚山古墳の出土品等を保管・展示。

## 関連文献
（記事執筆に使用していない関連文献）
- 安藤鴻基ら「千葉県香取郡小見川町三之分目大塚山古墳の長持形石棺遺材」『古代』第64号、早稲田大学考古学会、1978年12月、35-45頁。
- 『大塚山古墳測量調査報告書 -千葉県香取郡小見川町三之分目-（小見川町文化財報告 第9集）』小見川町教育委員会、1985年。
- 『千葉県香取郡小見川町三之分目大塚山古墳発掘調査報告書（小見川町文化財報告 第11集）』小見川町教育委員会、1987年。
- 今城未知『前方後円墳の三次元復原と設計原理の考古学的研究 -旭ノ岡古墳・三ノ分目大塚山古墳・舟塚古墳の測量調査報告書-（平成27-29年度科学研究費補助金（特別研究員奨励費）研究成果報告書）』総合研究大学院大学文化科学研究科日本歴史研究専攻、2018年。